# Kydon (Schiff)
Die Kydon ist eine Fähre der griechischen Reederei ANEK Lines. Die Fähre wurde auf der japanischen Mitsubishi-Werft in Shimonoseki für die Higashi Nihon Ferry & Hayashi Marine Co gebaut und 1998 an ANEK Lines verkauft, die das Schiff danach vergrößern ließ.

## Konstruktion
Das Schiff ist auf flexible Ein- und Ausschiffung ausgelegt: es verfügt über eine Heckrampe sowie an Bug und Heck auf Steuerbordseite zusätzliche Auffahrrampen. Damit kann es in Venedig über die seitlichen Rampen und in Igoumenitsa und Patras über die Heckrampe be- und entladen werden. Durch Umbau wurde die Passagierplatzzahl von ursprünglich 800 auf 1500 aufgestockt (insbesondere durch den Zubau von Air type seats).

## Nutzung
Unter der alten Gesellschaft verkehrte das Schiff zwischen Naoetsu und Iwanai. Im November 1998 wurde es an ANEK Lines verkauft und in Sophocles V. (neugriechisch ΣΟΦΟΚΛΗΣ Β., Sophoklis V.) nach dem ehemaligen griechischen Ministerpräsidenten Sophoklis Venizelos umbenannt. Im Juni 1999 wurde mit den Umbauten in Perama (Griechenland) begonnen.
Ab dem 2. Juli 1999 verkehrte das Schiff auf der Strecke Patras – Igoumenitsa – Korfu – Triest. Seit 2005 fährt das Schiff Venedig anstatt Triest an, auch wurde das Schiff mehrmals von der Route abgezogen und verkehrte auch zwischen Piräus und Kreta und Patras und Ancona.
Zum Fahrplanwechsel am 4. Februar 2012 wurde die Sophocles V. und ihr Schwesterschiff Lefka Ori von der Venedig-Patras-Route abgezogen und durch die Schiffe Kriti I und Kriti II ersetzt. Sophocles V. und Lefka Ori waren von Juni 2012 bis November 2013 nach Südkorea verchartert.
ANEK Lines verkaufte die Schiffe zum 1. August 2014 Im Juli 2015 wurde die ehemalige Sophocles V. wieder zurückgechartert und unter dem Namen Kydon eingesetzt.
Seit 2017 verkehrt das Schiff in der Karibik zwischen der Dominikanischen Republik und Puerto Rico.

## Schwesterschiffe
Das Schwesterschiff der Sophocles V., die Blue Galaxy, übernahm die ANEK Lines 2000 ebenfalls von Higashi Nihon Ferry & Hayashi Marine Co und setzte sie bis 2012 als Lefka Ori ein. Ein weiteres Schwesterschiff ist die 1993 in Dienst gestellte Hestia, die später unter dem Namen Sun Flower Furano im Einsatz stand und seit 2017 als Golden Pearl III unter der Flagge der Mongolei fährt.

## Galerie

Die Fähre während der Einfahrt in Igoumenitsa
Die Fähre bei der Beladung in Patras
Der Laderaum für Lkw, Autos und Fahrräder
Ansicht vom Sonnendeck der Fähre
Der Schornstein